# Hrádek (Šluknovská pahorkatina)
Hrádek (německy Burgsberg, původně též Worbsberg) je řídce zalesněná znělcová kupa o nadmořské výšce 440 metrů ležící na česko-německé státní hranici, jejíž vrchol se nachází na severním okraji Varnsdorfu v Ústeckém kraji.

## Přírodní poměry
Vrchol a většina kopce se nachází na území města Varnsdorf, severní svahy spadají k saskému Seifhennersdorfu. Vrch náleží ke geomorfologickému celku Šluknovská pahorkatina, jejímu okrsku Rumburská pahorkatina a podokrsku Varnsdorfská pahorkatina. Geologické podloží tvoří znělec, jenž je na svazích překryt kvartérními sedimenty. Půdní pokryv vrcholové části tvoří modální a suťový ranker, který na svazích střídá modální pseudoglej. Od severního úpatí přes západní až k jižnímu úpatí protéká řeka Mandava, která náleží k povodí Odry a úmoří Baltského moře. Vyšší partie Hrádku jsou zalesněné, nižší svahy jsou zastavěné nebo zemědělsky využívané. K vrcholu vede z města žlutě značená turistická trasa. I přes název Hrádek zde pravděpodobně nikdy nestál hrad, ačkoliv některé internetové zdroje ho vágně zmiňují.

## Restaurace s vyhlídkovou věží
Na vrcholu byla na českém území byla v roce 1904 podle návrhu Antona Möllera postavena výletní restaurace. Stavba je v historizujícím romantickém stylu a její součástí je 29 metrů vysoká vyhlídková věž. Z vrcholu věže je výhled na Lužické hory a do německé části Horní Lužice. Stavba byla využívána i po druhé světové válce a v roce 1967 byla provedena její rekonstrukce. V roce 1989 byla privatizována, ale kvůli nezájmu majitele se během několika let změnila v ruinu, zůstaly pouze obvodové zdi. V roce 2000 byl založen Nadační fond Hrádek – Burgsberg, díky němuž se podařilo získat prostředky na záchranu stavby a dne 18. července 2003 byla zpřístupněna vyhlídková věž a v roce 2005 byla zrekonstruována celá budova.
V roce 2024 byla dokončena opětovná rekonstrukce, přičemž byla kompletně zrekonstruována terasa a vnitřní prostor restaurace, kterou město bude pronajímat, rovněž proběhla úprava terénu a příjezdové cesty na Hrádek. Rekonstrukce vyšla město zhruba na 40 milionů korun a trvala čtyři roky.

## Galerie

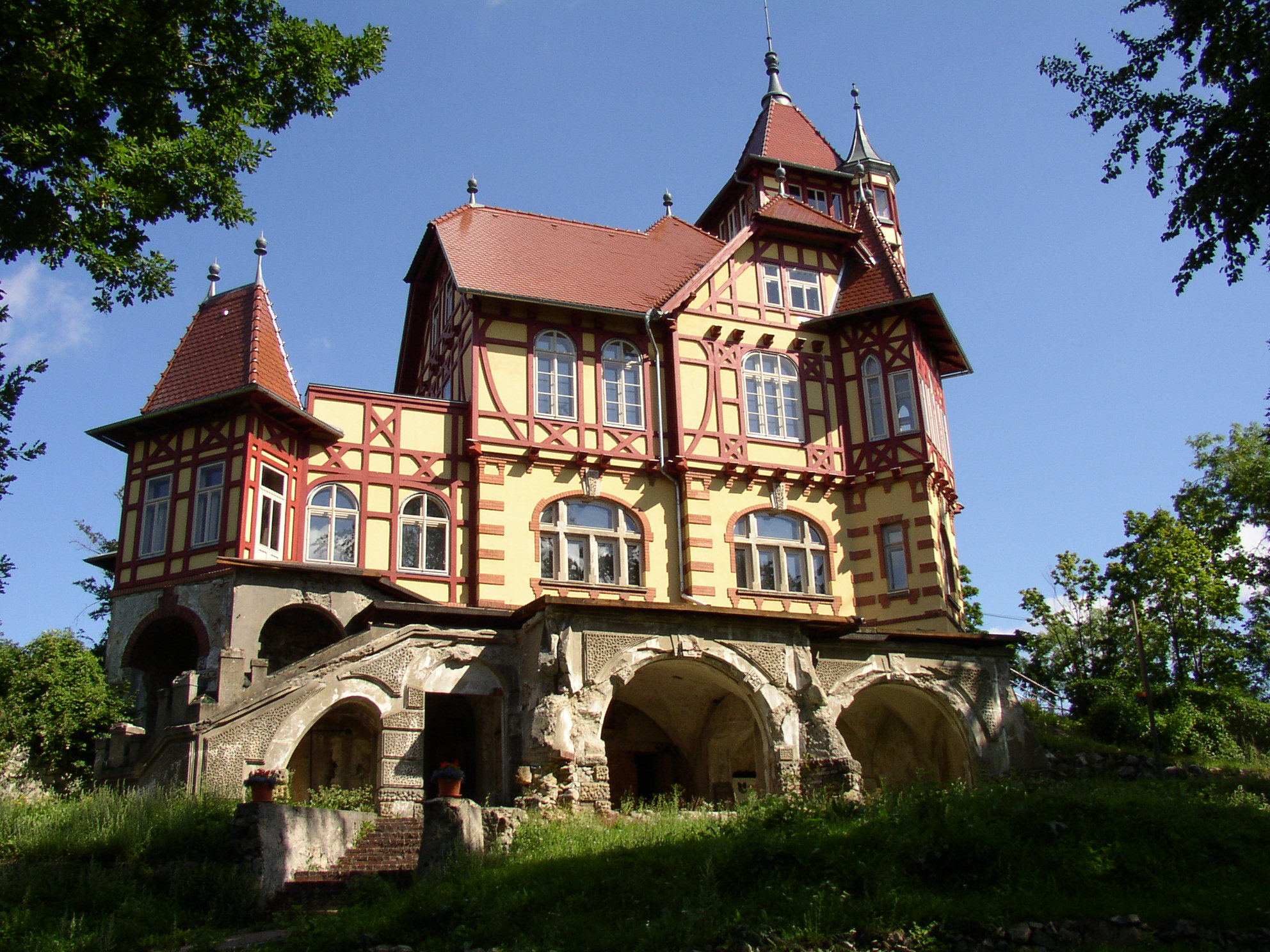
Výletní restaurace
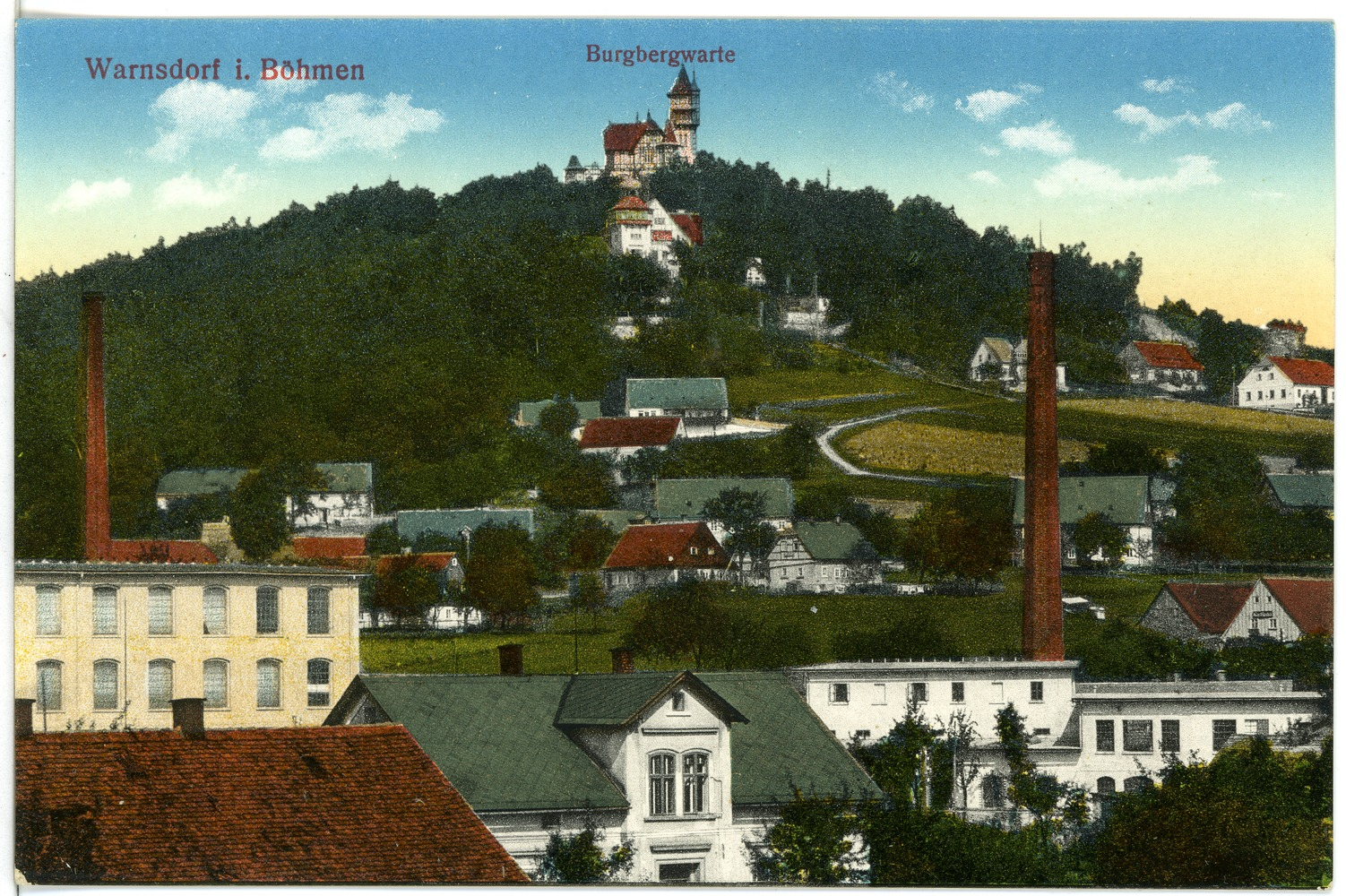
Pohlednice z roku 1913
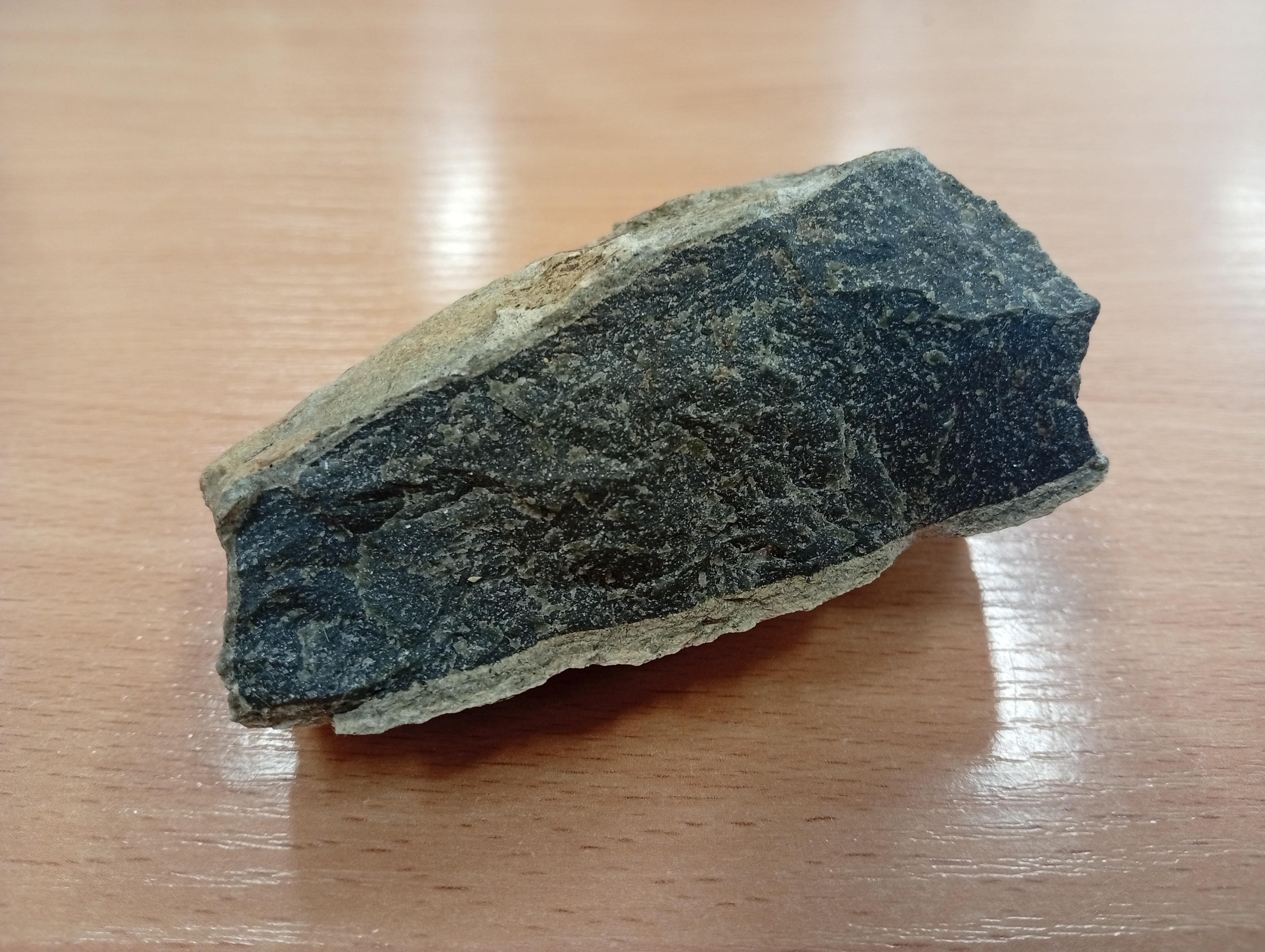
Znělec